# 尤里·马连琴科
尤里·伊万诺维奇·马连琴科（羅馬化：Yuriy Ivanovich Malenchenko；1961年12月22日—），俄罗斯退役宇航员，是俄罗斯第78位宇航员，世界第308位宇航员。他曾六次前往太空，六次进行舱外活动。

## 早年
尤里·马连琴科1961年12月22日出生于苏联乌克兰苏维埃社会主义共和国基洛夫格勒州的赫鲁晓夫（今名斯维特洛沃茨克），1978年中学毕业后进入哈尔科夫国立无线电电子大学，一年后转入哈尔科夫高级军事航空飞行员学校学习，1983年毕业，然后在敖德萨军区的空军服役，有超过830小时的飞行时长。

## 宇航员生涯
1987年3月，被选拔进入宇航员队伍，然后在加加林宇航员培训中心接受太空培训，1989年获得测试宇航员资格。1990年至1993年在茹科夫斯基空军工程学院学习。

### 和平号空间站

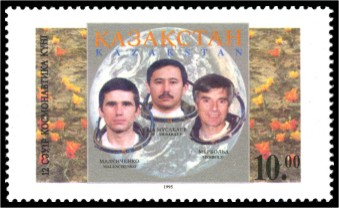
哈萨克斯坦纪念邮票，三人为联盟TM-19返回机组

1993年1月至6月，他作为和平号空间站第14次远征（联盟TM-17）后备（第三）机组指令长参加培训；1993年7月至1994年1月，他作为和平号空间站第15次远征（联盟TM-18）后备机组指令长参加培训；1994年2月至6月，他参与了和平号空间站第16次远征培训。
1994年7月1日，尤里·马连琴科以指令长身份与哈萨克斯坦宇航员塔尔加特·穆萨巴耶夫搭乘联盟TM-19升空与和平号空间站对接，执行第16次远征任务，期间进行了两次舱外活动，于9月2日手动控制自动对接失败的无人飞船进步M-24对接，11月4日两人与德国宇航员乌尔夫·默博尔德返回地球。

### 国际空间站

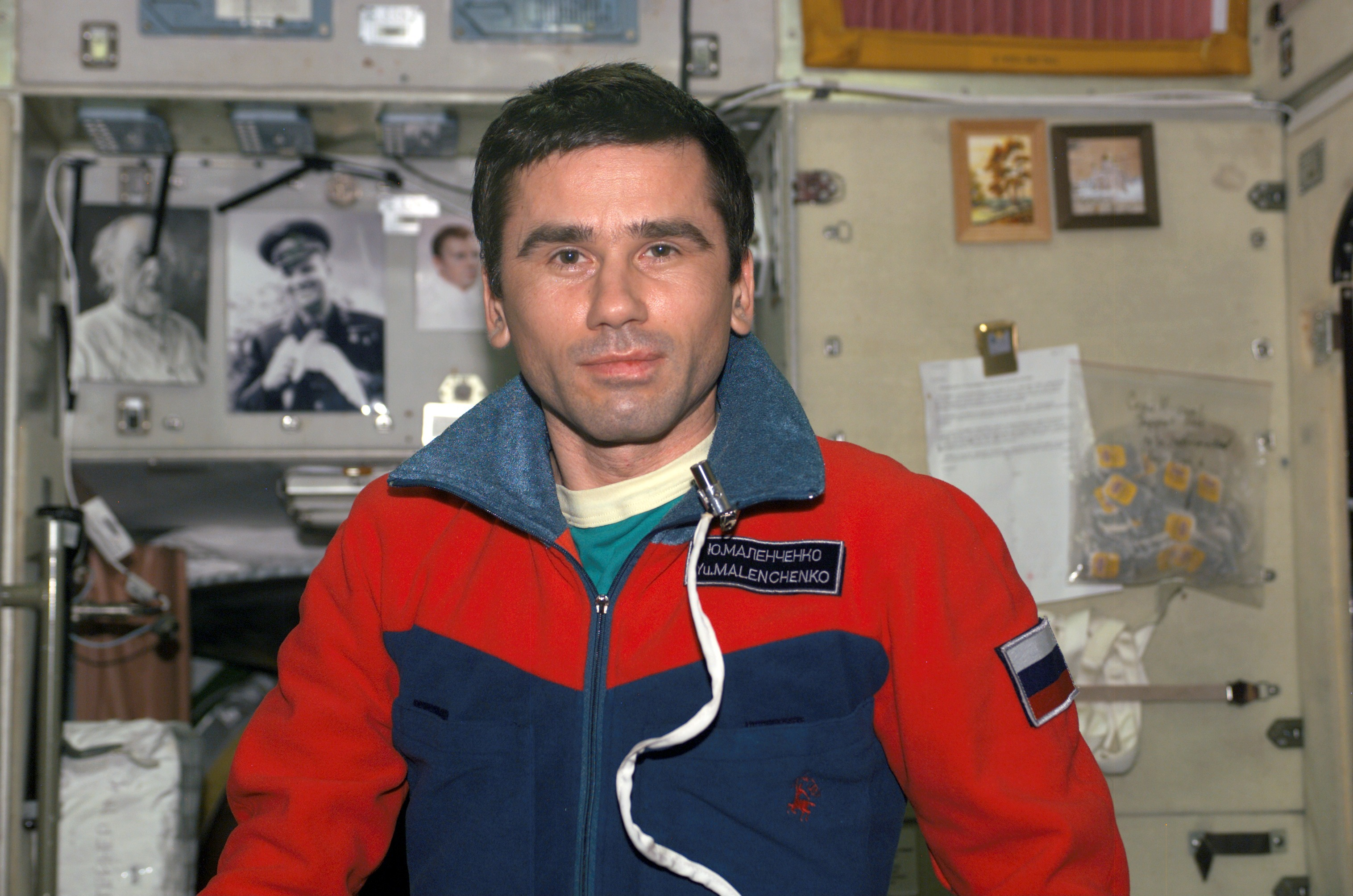
远征7中在曙光号功能舱

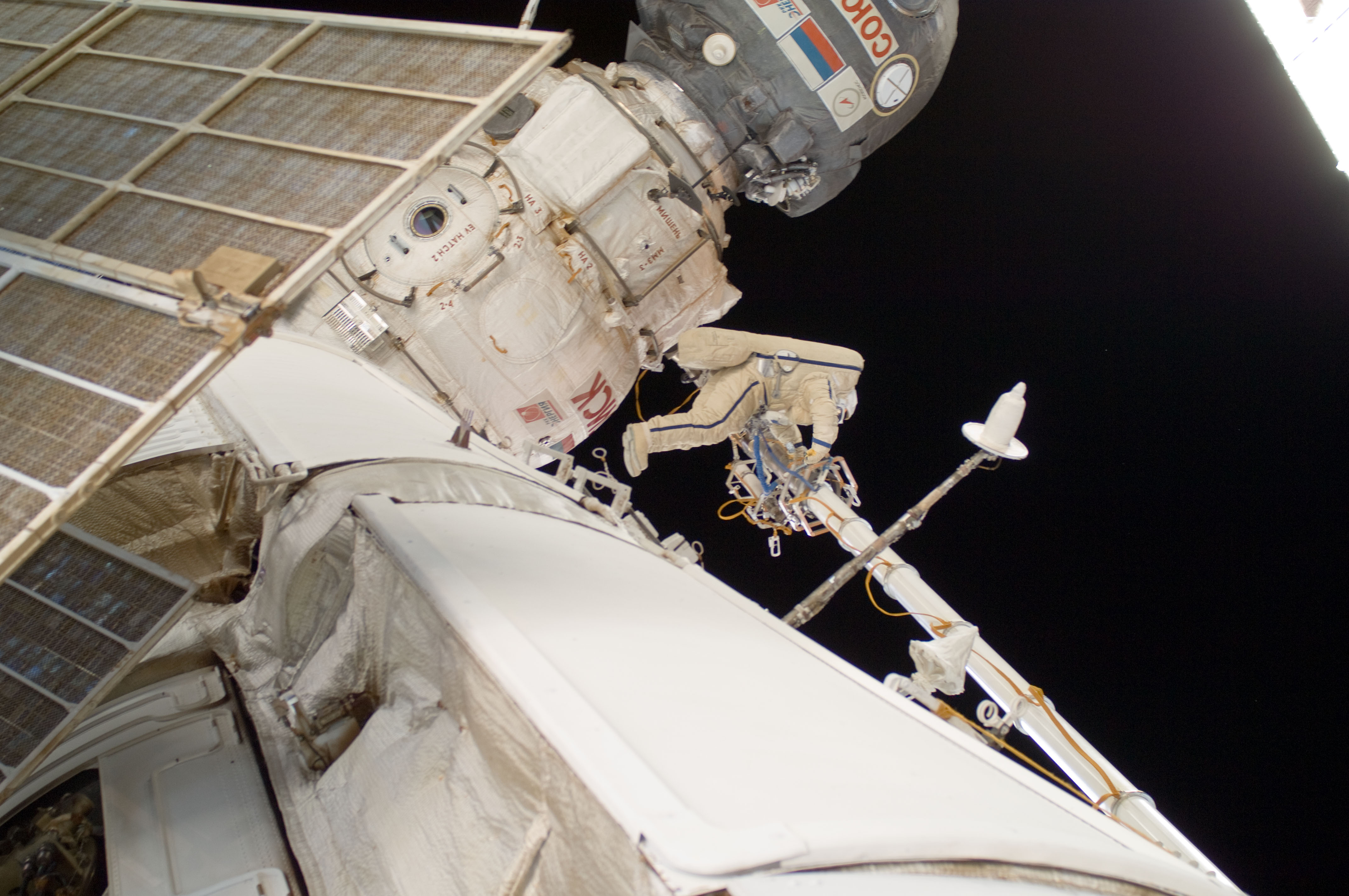
远征32中在舱外活动

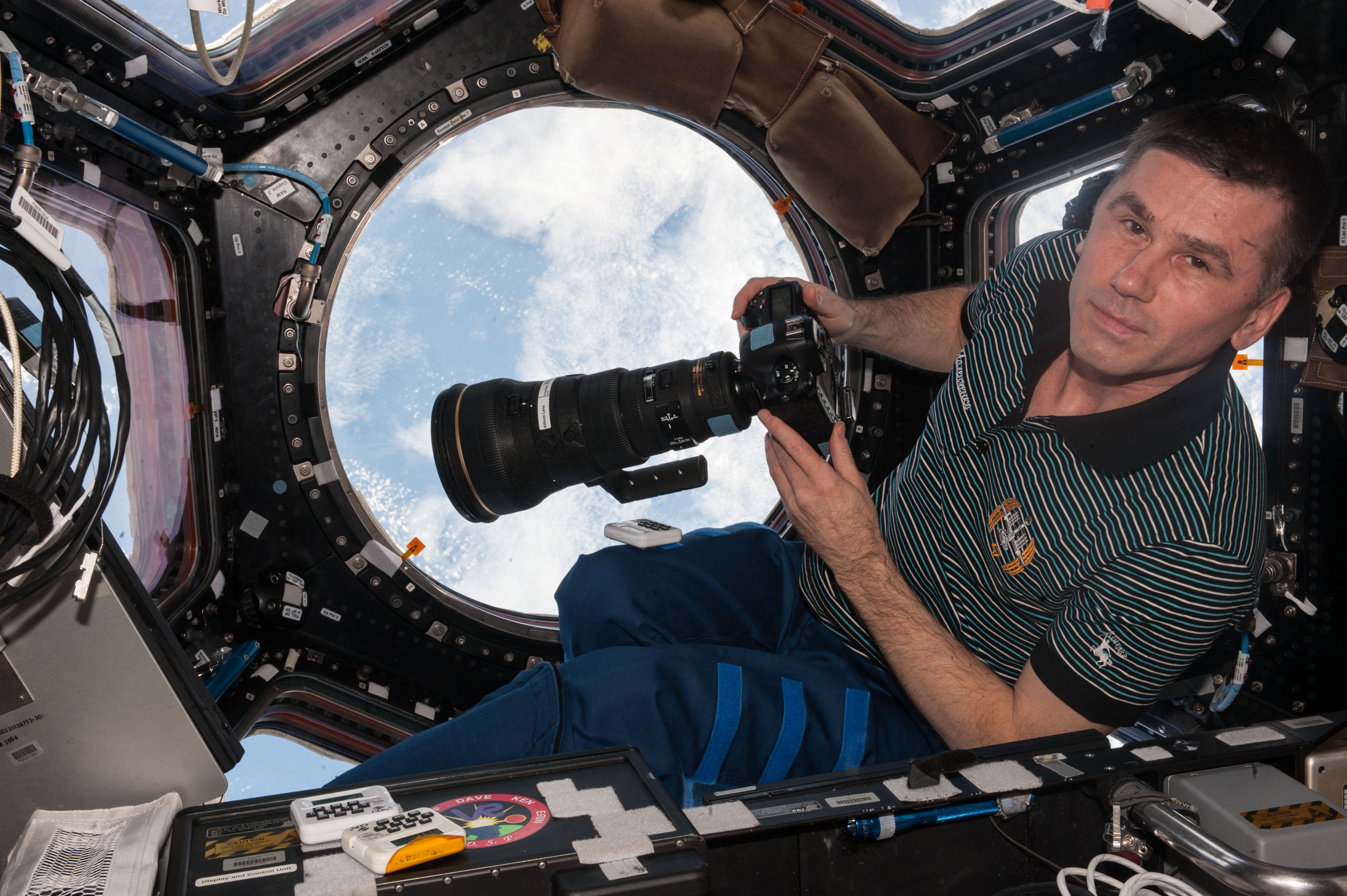
远征49中在穹顶舱

1997年后，尤里·马连琴科开始接受国际空间站任务培训。
STS-106
2000年9月8日，尤里·马连琴科搭乘亚特兰蒂斯号航天飞机升空，9月10日与国际空间站对接，执行STS-106任务，期间进行了一次舱外活动，9月20日返回地球，同行的有美国宇航员泰伦斯·威尔卡特、斯科特·阿尔特曼、卢杰、理查德·马斯特拉奇奥、丹尼尔·伯班克与俄罗斯宇航员鲍里斯·莫鲁科夫。
远征7
2003年4月26日，尤里·马连琴科以指令长身份与美国宇航员卢杰搭乘联盟TMA-2升空，4月28日与国际空间站曙光号功能货舱对接，执行远征7任务，10月28日返回地球。在此次任务期间，8月10日，尤里·马连琴科与俄裔美籍女子叶卡捷琳娜·德米特里耶娃（羅馬化：Ekaterina Dmitrieva）结婚，同时在太空和地球举行婚礼，他的燕尾服和结婚戒指通过6月发射的进步M1-10运抵国际空间站。
远征16
2006年9月，尤里·马连琴科担任联盟TMA-9任务后备机组指令长。
2007年10月10日，尤里·马连琴科以指令长身份与美国宇航员佩吉·惠特森、马来西亚宇航员谢赫·穆扎法尔·舒库尔搭乘联盟TMA-11升空，10月12日与国际空间站曙光号功能货舱对接，执行远征16任务，期间进行了一次舱外活动，2008年4月19日返回地球。
远征32/33
2011年12月，尤里·马连琴科担任联盟TMA-03M任务后备机组指令长。
2012年7月15日，尤里·马连琴科以指令长身份与美国宇航员苏妮塔·威廉斯、日本宇航员星出彰彦搭乘联盟TMA-05M升空，7月17日与国际空间站晨曦号实验舱对接，执行远征32/远征33任务，期间进行了一次舱外活动，2012年11月19日返回地球。
远征46/47
2015年7月，尤里·马连琴科担任联盟TMA-17M任务后备机组指令长。
2015年12月15日，尤里·马连琴科以指令长身份与美国宇航员蒂莫西·科帕拉、英国宇航员提姆·皮克搭乘联盟TMA-05M升空，同日与国际空间站晨曦号实验舱对接，执行远征46/远征47任务，期间进行了一次舱外活动，2016年6月18日返回地球。任务期间，尤里·马连琴科与同在国际空间站的俄罗斯宇航员米哈伊尔·科尔尼延科、谢尔盖·沃尔科夫用中文问候中国人民新年好。
2016年9月，尤里·马连琴科离开宇航员队伍。

### 太空任务总计
| # | 往返载具    | 发射时间（UTC）        | 任务代号  | 着陆时间（UTC）       | 时长总计      | 舱外活动次数 | 舱外活动时长 |
| - | ----------- | ---------------------- | --------- | --------------------- | ------------- | ------------ | ------------ |
| 1 | 联盟TM-19   | 1994年7月1日12时24分   | EO-16     | 1994年11月4日11时18分 | 125日22时53分 | 2            | 11时7分      |
| 2 | STS-106     | 2000年9月8日13时18分   |           | 2000年9月20日7时56分  | 11日19时10分  | 1            | 6时14分      |
| 3 | 联盟TMA-2   | 2003年4月26日5时1分    | 远征7     | 2003年10月28日2时40分 | 184日19时7分  | 0            | 0            |
| 4 | 联盟TMA-11  | 2007年10月10日5时38分  | 远征16    | 2008年4月19日8时29分  | 191日19时7分  | 1            | 6时55分      |
| 5 | 联盟TMA-05M | 2012年7月15日23时10分  | 远征32/33 | 2012年11月19日1时53分 | 126日23时13分 | 1            | 5时51分      |
| 6 | 联盟TMA-19M | 2015年12月15日23时10分 | 远征46/47 | 2016年6月18日9时15分  | 185日22时11分 | 1            | 4时45分      |
|   |             |                        |           |                       | 827日9时20分  | 6            | 34时53分     |

太空行走统计
| #      | 日期（UTC）   | 同伴                | 持续时长 |
| ------ | ------------- | ------------------- | -------- |
| 1      | 1994年9月9日  | 塔尔加特·穆萨巴耶夫 | 5时6分   |
| 2      | 1994年9月13日 | 塔尔加特·穆萨巴耶夫 | 6时1分   |
| 3      | 2000年9月11日 | 卢杰                | 6时14分  |
| 4      | 2007年11月9日 | 佩吉·惠特森         | 4时52分  |
| 5      | 2012年8月20日 | 根纳季·帕达尔卡     | 5时51分  |
| 6      | 2016年2月3日  | 谢尔盖·沃尔科夫     | 4时45分  |
| 总时长 | 总时长        | 总时长              | 34时53分 |

## 荣誉

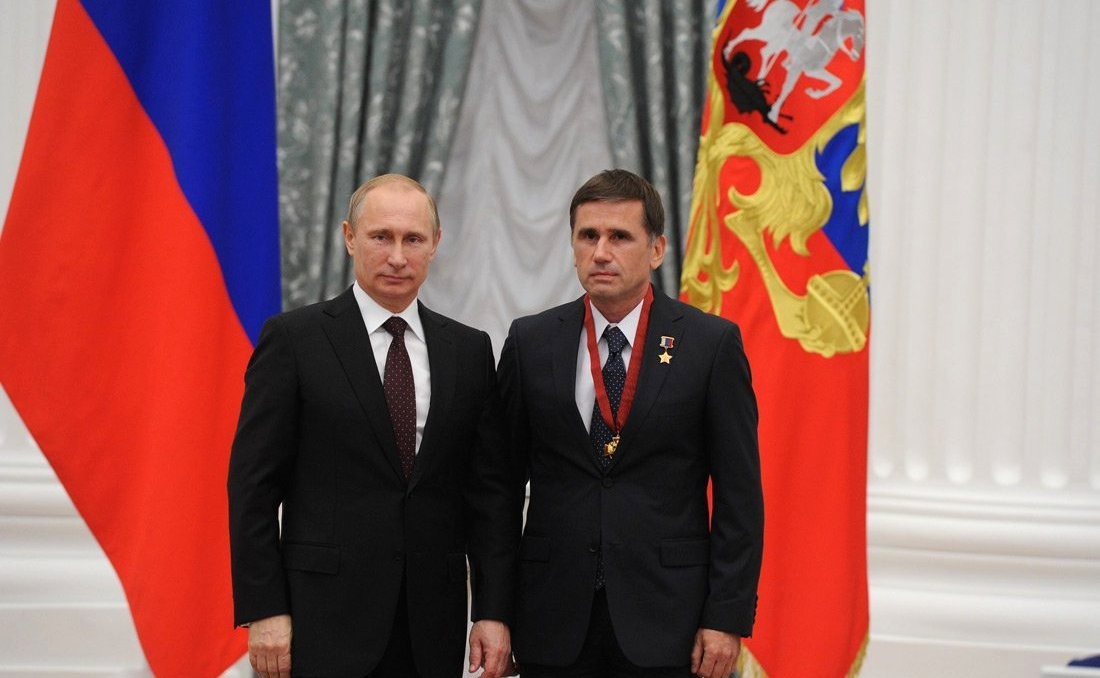
2014年被授予三级祖国功勋勋章时与普京合影

- 俄罗斯联邦英雄和俄罗斯联邦宇航员（1994年11月24日）
- 二级祖国功勋勋章（2017年7月12日）
- 三级祖国功勋勋章（2014年5月22日）
- 四级祖国功勋勋章（2008年）
- 军功勋章 (俄罗斯联邦)（俄语：Орден «За военные заслуги» (Россия)）（2000年）
- 太空探索优异奖章（2011年4月12日）
- 一级军事英勇奖章（俄语：Медаль «За воинскую доблесть» (Минобороны)）（2000年，俄罗斯联邦国防部）
- 一级军队优异服役奖章（俄语：Медаль «За отличие в военной службе» (Минобороны)）（2000年，俄罗斯联邦国防部）
- 俄罗斯联邦政府尤里·加加林太空活动奖（俄语：Премия Правительства Российской Федерации имени Ю. А. Гагарина в области космической деятельности）（2016年）
- 苏联武装力量七十周年奖章（1988年）
- 人民英雄（1995年，哈萨克斯坦）
- 太空飞行奖章（NASA）